# 犀角

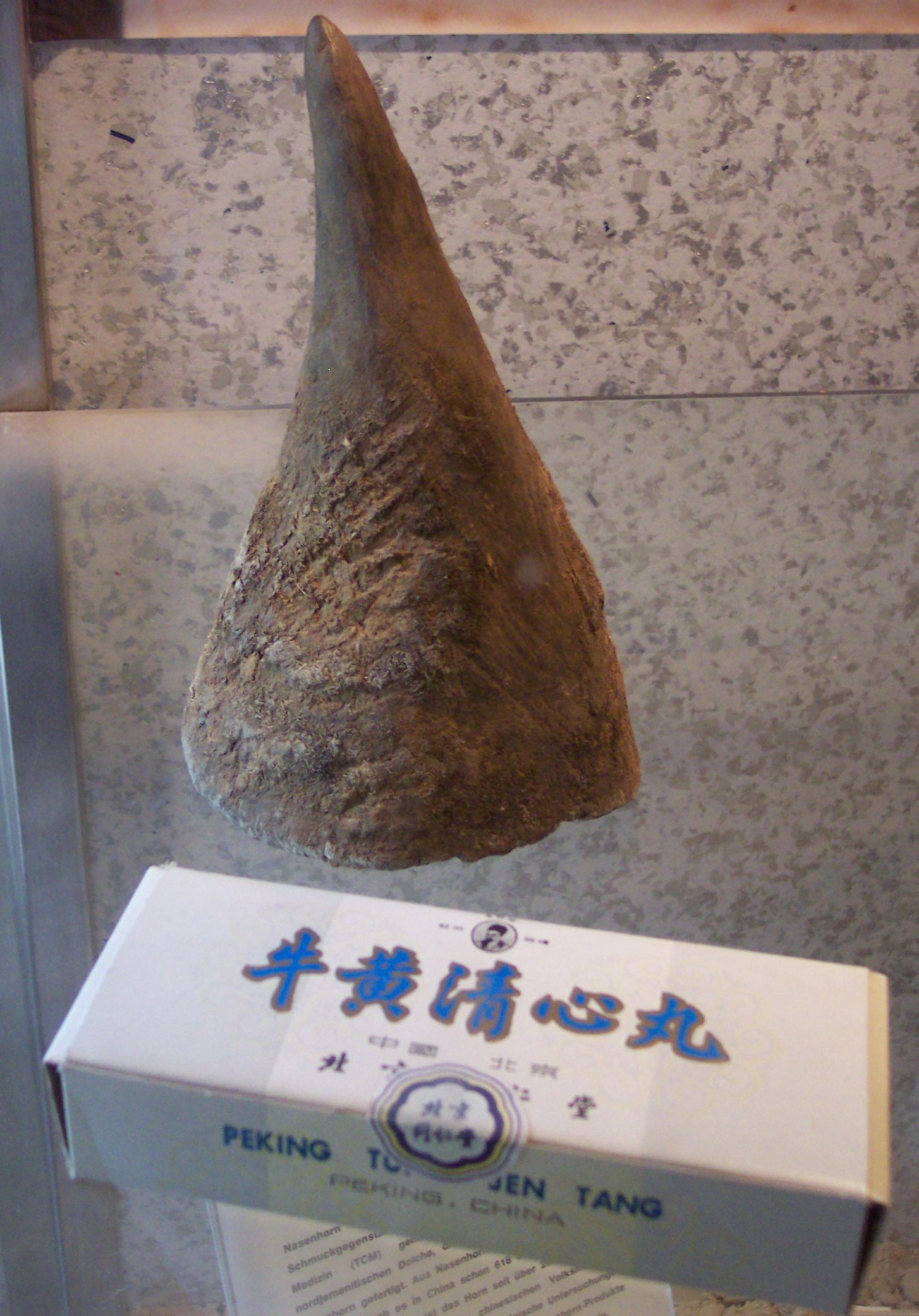
犀角

犀角（さいかく、英語: rhinoceros horn）は、動物のサイ（犀）の角。古来、中国医学における生薬や、それから派生した漢方薬などに使用されてきた。角質の一種であり、成分の大半はケラチンからなる。
犀角の代用として水牛角や牛角が用いられることが多い。スイギュウやウシの角の芯の部分は骨質だが、それを取り巻く角鞘は犀角同様に角質である。升麻（キンポウゲ科の植物の一種）で代用できるとする説もある。

## サイの保護
現在はサイがワシントン条約により保護されているため、市場にはほとんど出回っていないが、密猟者も多く、角を切り取る際にはサイを銃殺するため問題になっており、そのため生息するサイの角を保護官があらかじめ切り取っておくなどの措置がとられている。

## 仏典
上座部仏教で採用されているパーリ仏典である『スッタニパータ』の第一章には『犀角』『犀の角』などと呼ばれる節があり、この節ではいずれも「犀の角のようにただ独り歩め」で締められる多数の韻文で修行者の心得が述べられている。